# 서부 콘퍼런스 (NHL)
서부 콘퍼런스(영어: Western Conference, 프랑스어: Conférence de l'Ouest)에는 총 16개 팀으로 2개 디비전에 센트럴 디비전은 8팀, 퍼시픽 디비전은 7팀으로 나뉘어 있다. 예전 명칭은 클래런스 캠벨 콘퍼런스(Clarence Campbell Conference)였다.
| 디비전               | 구단명                    | 연고지                 | 경기장                   | 수용인원      | 창설          | 가맹          |
| 서부 콘퍼런스        | 서부 콘퍼런스             | 서부 콘퍼런스          | 서부 콘퍼런스            | 서부 콘퍼런스 | 서부 콘퍼런스 | 서부 콘퍼런스 |
| 센트럴               |                           |                        |                          |               |               |               |
| -------------------- | ------------------------- | ---------------------- | ------------------------ | ------------- | ------------- | ------------- |
| 센트럴               | 유타 매머드               | 유타주 솔트레이크시티  | 델타 센터                | 14,000명      | 2024년        | 2024년        |
| 센트럴               | 시카고 블랙호크스         | 일리노이주 시카고      | 유나이티드 센터          | 19,717명      | 1926년        | 1926년        |
| 센트럴               | 콜로라도 애벌랜치         | 콜로라도주 덴버        | 볼 아레나                | 18,007명      | 1972년        | 1979년        |
| 센트럴               | 댈러스 스타스             | 텍사스주 댈러스        | 아메리칸 에어라인스 센터 | 19,323명      | 1967년        | 1967년        |
| 센트럴               | 미네소타 와일드           | 미네소타주 세인트폴    | 엑셀 에너지 센터         | 17,854명      | 1997년        | 2000년        |
| 센트럴               | 내슈빌 프레더터스         | 테네시주 내슈빌        | 브리지스톤 아레나        | 17,113명      | 1997년        | 1998년        |
| 센트럴               | 세인트루이스 블루스       | 미주리주 세인트루이스  | 엔터프라이즈 센터        | 19,150명      | 1967년        | 1967년        |
| 센트럴               | 위니펙 제츠               | 매니토바주 위니펙      | 캐나다 라이프 센터       | 15,294명      | 1999년        | 1999년        |
| 퍼시픽               |                           |                        |                          |               |               |               |
| 애너하임 덕스        | 캘리포니아주 애너하임     | 혼다 센터              | 17,174명                 | 1993년        | 1993년        |               |
| 캘거리 플레임스      | 앨버타주 캘거리           | 스코샤 뱅크 새들돔     | 19,289명                 | 1972년        | 1972년        |               |
| 에드먼턴 오일러스    | 앨버타주 에드먼턴         | 로저스 플레이스        | 18,641명                 | 1972년        | 1979년        |               |
| 로스앤젤레스 킹스    | 캘리포니아주 로스앤젤레스 | 크립토닷컴 아레나      | 18,230명                 | 1967년        | 1967년        |               |
| 산호세 샤크스        | 캘리포니아주 산호세       | SAP 센터 앳 산호세     | 17,562명                 | 1991년        | 1991년        |               |
| 시애틀 크라켄        | 워싱턴주 시애틀           | 클라이멋 플레지 아레나 | 15,177명                 | 2021년        | 2021년        |               |
| 밴쿠버 캐넉스        | 브리티시컬럼비아주 밴쿠버 | 로저스 아레나          | 18,810명                 | 1945년        | 1970년        |               |
| 베이거스 골든 나이츠 | 네바다주 라스베이거스     | T-모바일 아레나        | 17,368명                 | 2017년        | 2017년        |               |

## 역대 콘퍼런스 챔피언
| 시즌      | 우승팀                                                                  | 시즌 성적                                                               |
| --------- | ----------------------------------------------------------------------- | ----------------------------------------------------------------------- |
| 1974~1975 | 필라델피아 플라이어스                                                   | 51승 18패 11무 승점 113점                                               |
| 1975~1976 | 필라델피아 플라이어스                                                   | 51승 13패 16무 승점 118점                                               |
| 1976~1977 | 필라델피아 플라이어스                                                   | 48승 16패 16무 승점 112점                                               |
| 1977~1978 | 뉴욕 아일런더스                                                         | 48승 17패 15무 승점 111점                                               |
| 1978~1979 | 뉴욕 아일런더스                                                         | 51승 15패 14무 승점 116점                                               |
| 1979~1980 | 필라델피아 플라이어스                                                   | 48승 12패 20무 승점 116점                                               |
| 1980~1981 | 뉴욕 아일런더스                                                         | 48승 18패 14무 승점 110점                                               |
| 1981~1982 | 밴쿠버 캐넉스                                                           | 30승 33패 17무 승점 77점                                                |
| 1982~1983 | 에드먼턴 오일러스                                                       | 47승 21패 12무 승점 106점                                               |
| 1983~1984 | 에드먼턴 오일러스                                                       | 57승 18패 5무 승점 119점                                                |
| 1984~1985 | 에드먼턴 오일러스                                                       | 49승 20패 11무 승점 109점                                               |
| 1985~1986 | 캘거리 플레임스                                                         | 46승 31패 3무 승점 95점                                                 |
| 1986~1987 | 에드먼턴 오일러스                                                       | 50승 24패 6무 승점 106점                                                |
| 1987~1988 | 에드먼턴 오일러스                                                       | 44승 25패 11무 승점 99점                                                |
| 1988~1989 | 캘거리 플레임스                                                         | 42승 23패 15무 승점 99점                                                |
| 1989~1990 | 에드먼턴 오일러스                                                       | 38승 28패 14무 승점 90점                                                |
| 1990~1991 | 미네소타 노스 스타스                                                    | 27승 39패 14무 승점 68점                                                |
| 1991~1992 | 시카고 블랙호크스                                                       | 36승 29패 15무 승점 87점                                                |
| 1992~1993 | 로스앤젤레스 킹스                                                       | 39승 35패 10무 승점 88점                                                |
| 1993~1994 | 밴쿠버 캐넉스                                                           | 41승 40패 3무 승점 85점                                                 |
| 1994~1995 | 디트로이트 레드윙스                                                     | 33승 11패 4무 승점 70점                                                 |
| 1995~1996 | 콜로라도 애벌랜치                                                       | 47승 25패 10무 승점 104점                                               |
| 1996~1997 | 디트로이트 레드윙스                                                     | 38승 26패 18무 승점 94점                                                |
| 1997~1998 | 디트로이트 레드윙스                                                     | 44승 23패 15무 승점 103점                                               |
| 1998~1999 | 댈러스 스타스                                                           | 51승 19패 12무 승점 114점                                               |
| 1999~2000 | 댈러스 스타스                                                           | 43승 23패 10무 6패 (연장전 패) 승점 102점                               |
| 2000~2001 | 콜로라도 애벌랜치                                                       | 52승 16패 10무 4패 (연장전 패) 승점 118점                               |
| 2001~2002 | 디트로이트 레드윙스                                                     | 49승 20패 9무 4패 (연장전 패) 승점 111점                                |
| 2002~2003 | 마이티 덕스 오브 애너하임                                               | 40승 27패 9무 6패 (연장전 패) 승점 95점                                 |
| 2003~2004 | 캘거리 플레임스                                                         | 42승 30패 7무 3패 (연장전 패) 승점 94점                                 |
| 2004~2005 | 파업으로 인해 개최되지 않다.                                            | 파업으로 인해 개최되지 않다.                                            |
| 2005~2006 | 에드먼턴 오일러스                                                       | 41승 28패 13패 (연장전 패) 승점 95점                                    |
| 2006~2007 | 애너하임 덕스                                                           | 48승 20패 14패 (연장전 패) 승점 110점                                   |
| 2007~2008 | 디트로이트 레드윙스                                                     | 54승 21패 7패 (연장전 패) 승점 115점                                    |
| 2008~2009 | 디트로이트 레드윙스                                                     | 51승 21패 10패 (연장전 패) 승점 112점                                   |
| 2009~2010 | 시카고 블랙호크스                                                       | 52승 22패 8패 (연장전 패) 승점 112점                                    |
| 2010~2011 | 밴쿠버 캐넉스                                                           | 54승 19패 9패 (연장전 패) 승점 117점                                    |
| 2011~2012 | 로스앤젤레스 킹스                                                       | 40승 27패 15패 (연장전 패) 승점 95점                                    |
| 2012~2013 | 시카고 블랙호크스                                                       | 36승 7패 5패 (연장전 패) 승점 77점                                      |
| 2013~2014 | 로스앤젤레스 킹스                                                       | 46승 28패 8패 (연장전 패) 승점 100점                                    |
| 2014~2015 | 시카고 블랙호크스                                                       | 48승 28패 6패 (연장전 패) 승점 102점                                    |
| 2015~2016 | 산호세 샤크스                                                           | 46승 30패 6패 (연장전 패) 승점 98점                                     |
| 2016~2017 | 내슈빌 프레더터스                                                       | 41승 29패 12패 (연장전 패) 승점 94점                                    |
| 2017~2018 | 베이거스 골든 나이츠                                                    | 51승 24패 7패 (연장전 패) 승점 109점                                    |
| 2018~2019 | 세인트루이스 블루스                                                     | 45승 28패 9패 (연장전 패) 승점 99점                                     |
| 2019~2020 | 댈러스 스타스                                                           | 37승 24패 8패 (연장전 패) 승점 82점                                     |
| 2020~2021 | 코로나-19 대유행으로 인해 4개 디비전으로 시즌이 시작되면 우승팀이 없음. | 코로나-19 대유행으로 인해 4개 디비전으로 시즌이 시작되면 우승팀이 없음. |
| 2021~2022 | 콜로라도 애벌랜치                                                       | 56승 19패 7패 (연장전 패) 승점 119점                                    |
| 2022~2023 | 베이거스 골든 나이츠                                                    | 51승 22패 9패 (연장전 패) 승점 111점                                    |
| 2023~2024 | 에드먼턴 오일러스                                                       | 49승 27패 6패 (연장전 패) 승점 104점                                    |

## 콘퍼런스 우승 횟수
| 횟수 | 팀                                                                        |
| ---- | ------------------------------------------------------------------------- |
| 7회  | 에드먼턴 오일러스                                                         |
| 4회  | 시카고 블랙호크스 필라델피아 플라이어스 디트로이트 레드윙스 댈러스 스타스 |
| 3회  | 로스앤젤레스 킹스 콜로라도 애벌랜치                                       |
| 2회  | 뉴욕 아일런더스 밴쿠버 캐넉스 캘거리 플레임스 애너하임 덕스               |
| 1회  | 산호세 샤크스 내슈빌 프레더터스 세인트루이스 블루스 베이거스 골든 나이츠  |

## 같이 보기
- 클래런스 켐벨 보울
- 프레지던츠 트로피